# 国立病院機構舞鶴医療センター附属看護学校
国立病院機構舞鶴医療センター附属看護学校（こくりつびょういんきこうまいづるいりょうセンターふぞくかんごがっこう）は、独立行政法人国立病院機構が京都府舞鶴市に設置する専修学校。舞鶴医療センターを母体病院とする。
3年課程で医療技術を学ぶ。学生は、地元、舞鶴市内の高等学校を卒業した人をはじめ、丹後地方や福井県嶺南地方からの出身者が多い。2003年（平成15年）までに2000名以上の卒業生を送り出した。

## 沿革
- 1948年(昭和23年)：国立舞鶴病院付属高等看護学院として開校。
- 1956年(昭和31年)：看護士（男子）養成を開始。
- 1975年(昭和50年)：国立舞鶴病院附属看護学校に名称変更。
- 1976年(昭和51年)：専修学校（専門課程）となる。
- 2004年(平成16年)：国立病院機構舞鶴医療センター附属看護学校に名称変更。

## アクセス
- JR 舞鶴線 東舞鶴駅より、京都交通バスで舞鶴医療センター前バス停で下車。

## 備考
看護学生の看服はピンク色であり、他の職員とひとめで区別できるようになっている。